# Lorus

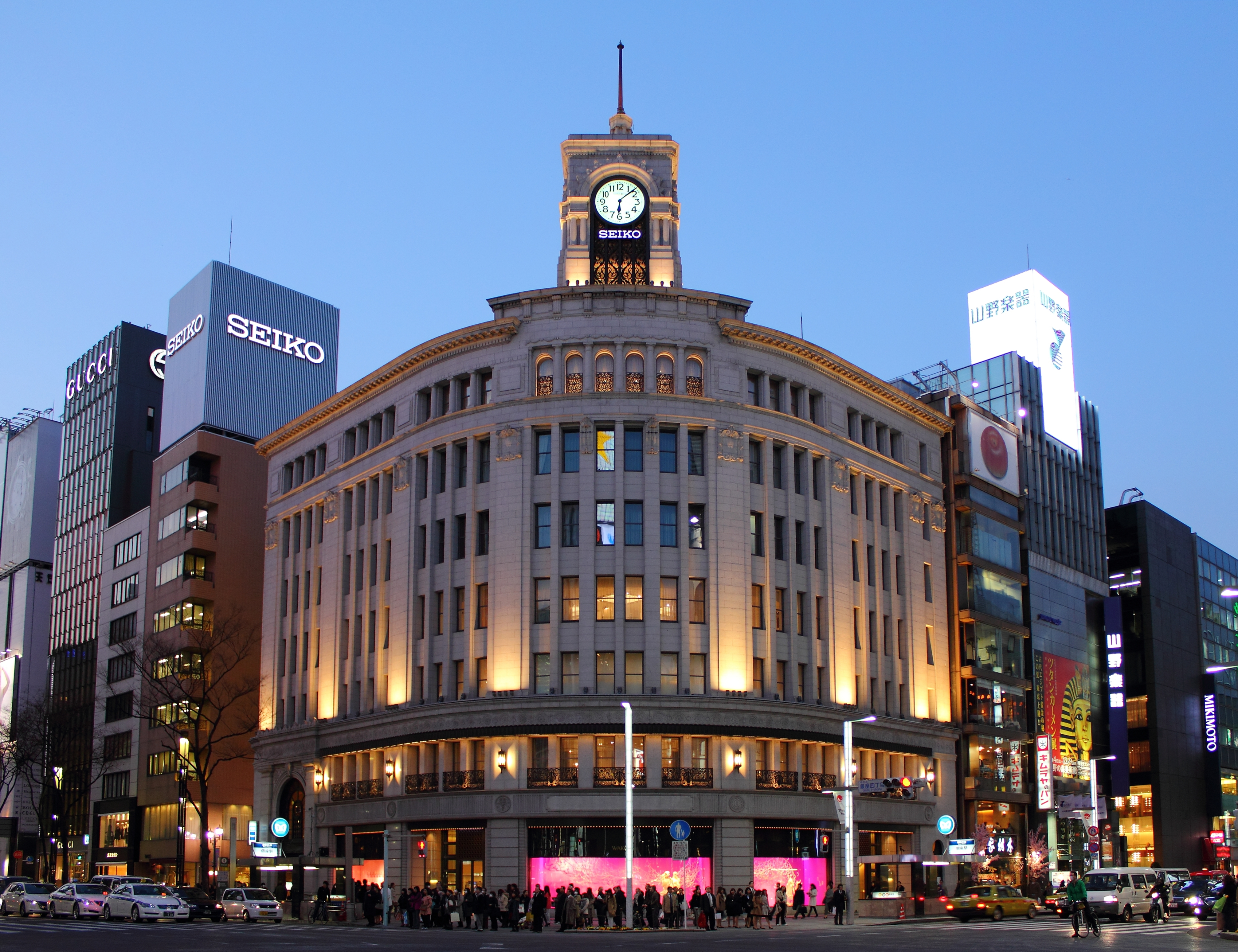
Siedziba Seiko w Tokio

Lorus – marka zegarków należąca do japońskiego koncernu Seiko Watch Corporation. Została wprowadzona na rynek w 1982 roku. Oferuje różnorodne zegarki kwarcowe z budżetowej półki cenowej. Producentem wyrobów marki Lorus jest Seiko.